# KSG (Unternehmen)
Die Firma KSG GmbH ist einer der größten Hersteller von Leiterplatten in Europa mit Sitz in Gornsdorf, Sachsen.
KSG fertigt Multilayer-Leiterplatten, starrflexible Leiterplatten, SBU-Leiterplatten, HDI-Leiterplatten, Hochfrequenzschaltungen, Leiterplatten mit integriertem Hochstrom- und Wärmemanagement sowie Leiterplatten für LEDs und Leiterplatten mit eingearbeiteten Komponenten für den europäischen Markt und bedient dabei vorrangig Branchen wie Industrieelektronik, Electronics Manufacturing Services, Automobilelektronik, Nachrichtentechnik, Datentechnik, Medizinelektronik, Lichttechnik und Konsumelektronik.

## Struktur
Zur Unternehmensgruppe gehören das Werk in Gornsdorf sowie das österreichische Leiterplattenwerk in Gars am Kamp.

## Geschichte
1878 wurde unter dem Namen C.A. Uhlmann eine Fabrik für Strumpfwaren gegründet. 1956 mietete der VEB Elektrogerätewerk Gornsdorf ein leerstehendes Gebäude der Uhlmann-Fabrik und begann mit der Herstellung von Fahrraddynamos, Zündverteilern, Lichtmaschinen und Einheitsmotoren. Der volkseigene Betrieb war dem DDR-Ministerium für Allgemeinen Maschinenbau unterstellt und daher quasi ein Staatsbetrieb. Man produzierte 1959 die ersten Leiterplatten für Rundfunk- und Fernsehgeräte.
1962 stieg die Nachfrage nach Leiterplatten stark an. Sie wurden in der Betriebs-Mess-, Steuerungs- und Regelungstechnik (BMSR), im wissenschaftlichen Gerätebau, in der Automatisierungs-, Funk- und Medizintechnik sowie der EDV eingesetzt. Auch auf erhöhten Bedarf an Kontaktbauelementen (Relais, Steckverbinder, Schalter) wurde reagiert.
Ebenfalls im Jahre 1962 musste Carl Uhlmann (der Enkel von C.A. Uhlmann) die Strumpfproduktion gänzlich einstellen. Er übernahm Teile der Elektronikproduktion (Feder- und Messleisten, Steckverbinder, Drucktaster, Kanalwähler, Sicherungsleisten mit Blitzschutz sowie Klinken- und Tastenstreifen), musste aber eine staatliche Beteiligung akzeptieren. Der halbstaatliche Betrieb arbeitete daher teilweise nach staatlichen Vorgaben.

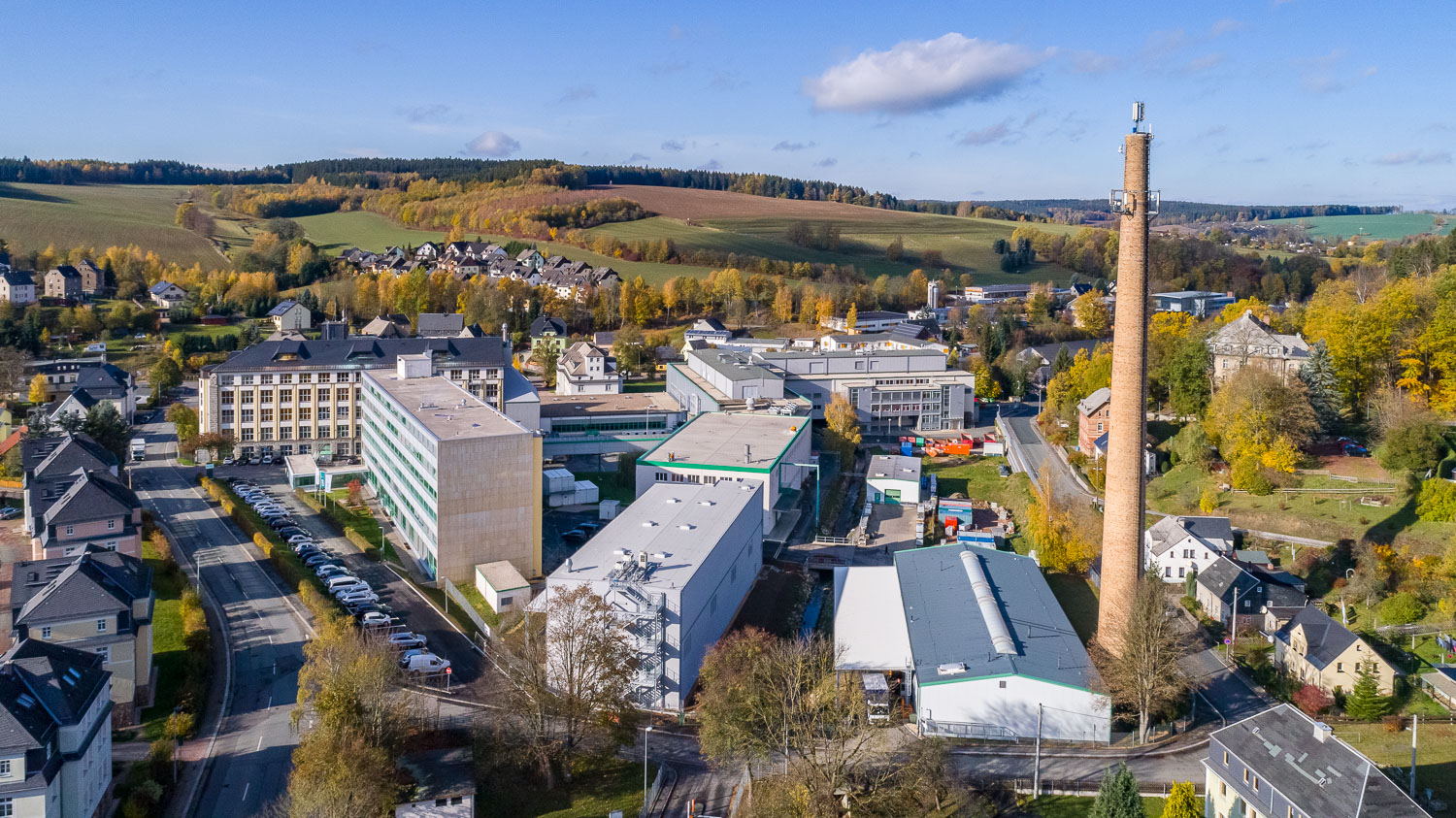
Luftaufnahme KSG Gornsdorf

1970 erfolgte die Umbenennung des VEB Elektrogerätewerk Gornsdorf in VEB Kontaktbauelemente und Spezialmaschinenbau Gornsdorf (hieraus leitet sich der heutige Firmenname KSG ab).
1972, zur zweiten Verstaatlichungswelle in der DDR, erfolgte auch eine gänzliche Verstaatlichung des Betriebes C.A. Uhlmann und dessen Umbenennung in VEB Bauelemente der Nachrichtentechnik. 1975 wurde der Betrieb in die Firma KSG eingegliedert. KSG war bis 1990 Teil des Kombinats VEB Elektronische Bauelemente Teltow.
Nach der Wiedervereinigung 1990 kämpfte die Eigentümerfamilie vier Jahre lang um den Erhalt und den Übertrag des Unternehmens aus dem Treuhandbesitz.
Im Zuge der Reprivatisierung 1994 firmierte das Unternehmen als KSG Leiterplatten GmbH.
2017 erwarb man 100 % Anteile der Firma Häusermann, eines Leiterplattenherstellers in Österreich. 2018 erfolgte die Umfirmierung in KSG GmbH und die Häusermann GmbH wurde zur KSG Austria GmbH.